# Cerodrillia carminura
Cerodrillia carminura é uma espécie de gastrópode do gênero Cerodrillia, pertencente a família Drilliidae.